# Kościół katolicki obrządku bizantyjsko-albańskiego

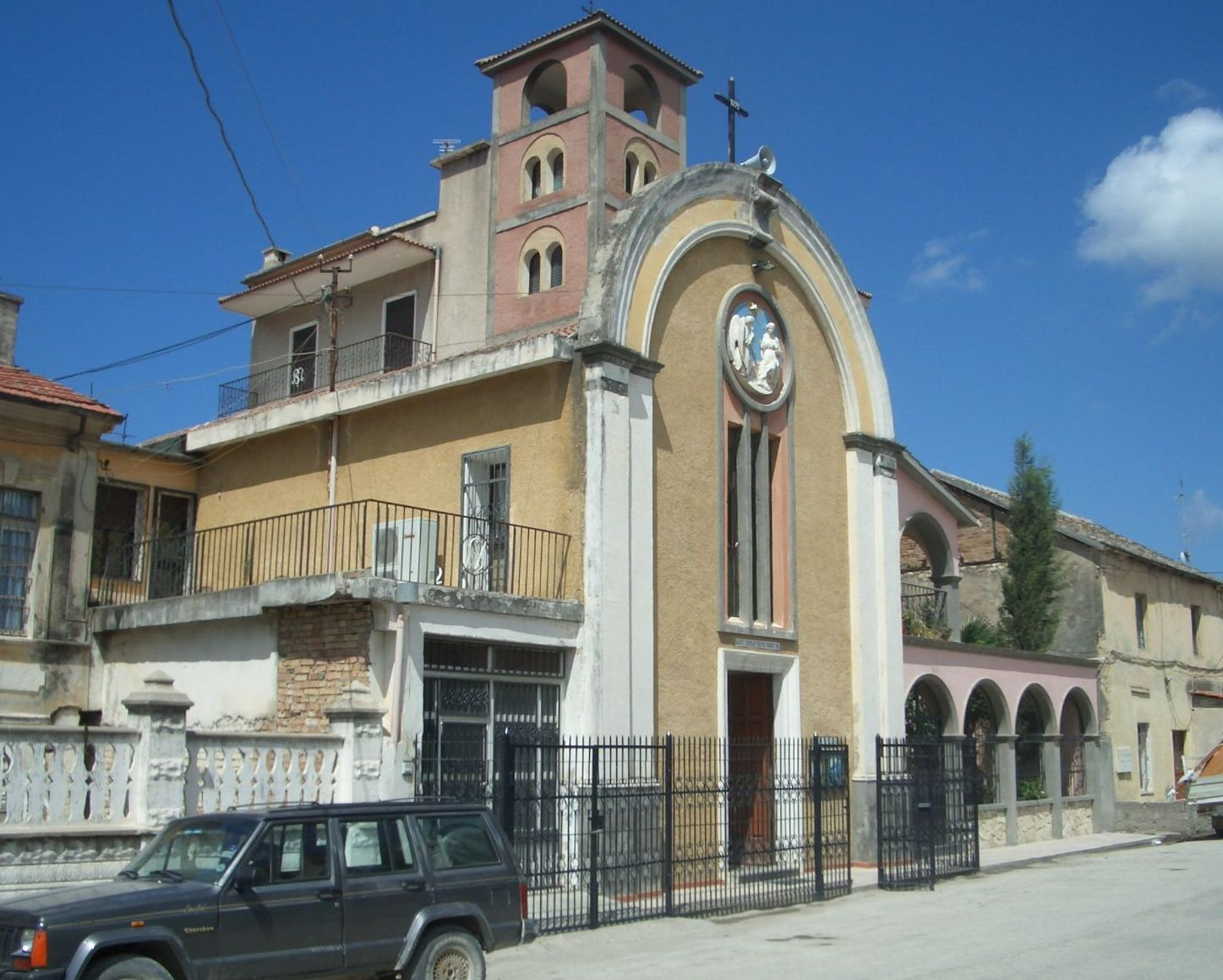
Świątynia katolicka we Vlorze

Kościół katolicki obrządku bizantyjsko-albańskiego – niewielki kościół greckokatolicki rytu bizantyjskiego, działający na terenie Albanii, uznający władzę i autorytet papieża.

## Nazwa
Oficjalną i urzędową nazwą Kościoła jest Kościół katolicki obrządku bizantyjsko-albańskiego. Zdecydowana większość wyznawców Kościoła to Albańczycy, dlatego nazywany jest on Kościołem albańskim. Jest to także jeden z Kościołów greckokatolickich, przez co bywa nazywany Albańską Cerkwią Greckokatolicką bądź Albańskim Kościołem Katolickim. Ponieważ Kościół ten powstał dzięki unii z Rzymem, dlatego nazywany jest często Kościołem unickim lub albańsko-katolickim.

## Historia
Chrystianizacja Albanii odbywała się pod wpływem Kościoła łacińskiego na północy, natomiast na południu z inicjatywy Kościoła greckiego. Po podboju tureckim w XV wieku około dwie trzecie ludności były zmuszone do zmiany religii na islam. 
Obrządek bizantyjski był używany w większości świątyń, pomimo tego Albania była częścią patriarchatu rzymskiego. Dopiero w 731 roku, gdy bizantyjski cesarz Leon III Izauryjczyk, w odpowiedzi na sprzeciw papieża Grzegorzowi III w stosunku do polityki imperialnego ikonoklazmu, przyłączył wschód Ilyrii do patriarchatu konstantynopolitańskiego. 
Od dawna katolicy rytu rzymskiego zamieszkiwali północ kraju, natomiast na południu kraju prowadzona była misja katolicka. W 1660 arcybiskup prawosławny przystąpił do Kościoła katolickiego. 
Początki wspólnoty greckokatolickiej na terenie Albanii sięgają XVII-XVIII wieku. Kolejne wspólnoty powstały dzięki duszpasterskiej działalności prawosławnego kapłana o. Georga Germanosa. W roku 1912 wspólnota bizantyjsko-albańska liczyła 120 osób, której centrum stanowiła wieś Elbasan. W 1938 roku duszpasterstwo nad grekokatolikami sprawowali mnisi italo-albańscy z monasteru Grottaferrata. Według danych z roku 1940 wspólnota liczyła wówczas 400 osób. Grekokatolicy w Albanii zanikają po roku 1967, gdy państwo opowiada się za ateizmem.

## Struktura
Administratura apostolska południowej Albanii skupia 3726 katolików w 15 parafiach, którymi opiekuje się 2 kapłanów diecezjalnych i 10 zakonnych, 14 braci i 77 sióstr zakonnych, którzy nauczają w 10 szkołach i posługują w 20 instytucjach charytatywnych.